# ドーハメトロ
ドーハメトロ（英語: Doha Metro、アラビア語:  مترو الدوحة）は、ドーハ市内で運行されているカタール・レールの鉄道路線である。

## 概要

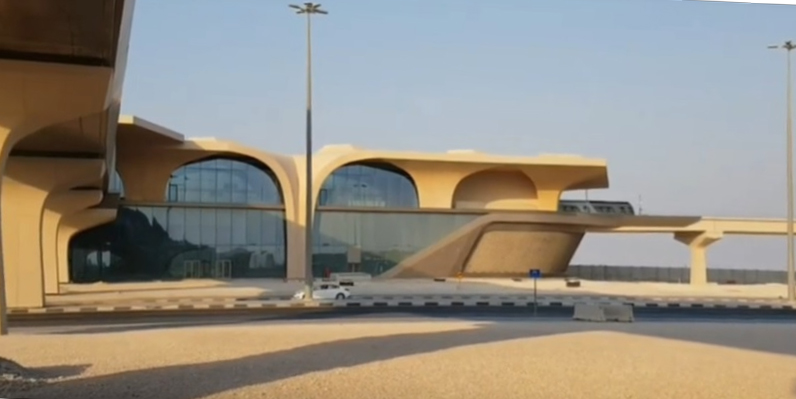
アル・ワクラ駅駅舎

2022 FIFAワールドカップ開催に合わせて、2019年5月8日に開通した都市高速鉄道で、全線でGrade of Automation(GoA)レベル4に相当するUnattended Train Operation(UTO)自動運転が行われている。計画路線すべてが完成すると総延長300㎞以上、100駅以上に達する一大鉄道プロジェクトであり、世界最大規模の都市鉄道プロジェクトとされる。地下鉄のみならず、カタール各地や隣国までもを結ぶ長距離鉄道の一部ともなる予定である。

## 路線
3路線が運営中、1路線が計画中となっていて、2022年にカタールで開かれるサッカーのワールドカップ開催会場を結ぶ。2026年までに総延長は211.9 kmに及ぶ全線が開通する予定である。日仏5社連合（三菱重工業・三菱商事・日立製作所・近畿車輛・タレス）がドーハ地下鉄のシステムを受注した。レッド・グリーン・ゴールドの各路線は、乗換駅であるムシェイレブ駅を中心に放射状に広がっている。
| 色       | 記号 | 路線名         | 区間                                                             | キロ程 | 駅数 |
| -------- | ---- | -------------- | ---------------------------------------------------------------- | ------ | ---- |
| レッド   | M1   | レッドライン   | 本線：ルサイル駅-アル・ワクラ駅                                  | 40km   | 18   |
| レッド   | M1   | レッドライン   | 分岐線：オクバ・イブン・ナーファ駅-ハマド国際空港第1ターミナル駅 | 40km   | 18   |
| グリーン | M2   | グリーンライン | アル・マンスーラ駅-アル・リッファ駅                              | 22km   | 11   |
| ゴールド | M3   | ゴールドライン | アル・アジジーヤ駅-ラス・ブ・アッブード駅                        | 14km   | 11   |
| ブルー   |      | ブルーライン   | 未開業                                                           | 17.5km | 14   |

## 歴史
- 2012年10月10日- ムシェイレブ駅にて着工式を開催。公式にドーハメトロの建設工事が開始される[9]。
- 2019年
  - 5月8日- レッドラインのアル・カサール駅-アル・ワクラ駅間で部分開業。カタールで初めて鉄道路線の営業運行が開始される。
  - 11月21日- ゴールドラインが全線開業。
  - 12月10日-グリーンラインの全線、およびレッドラインのルサイル駅-アル・カサール駅間、分岐線のオクバ・イブン・ナーファ駅-ハマド国際空港第1ターミナル駅間が開業。
- 2020年 
  - 2月21日- ICカードと同額だった切符の運賃を改定[10]。
  - 3月20日-新型コロナウイルス感染症拡大に伴い、全線で終日運休[11][12]。レッドラインにレグタイフィーヤ駅が開業。あわせて運休していた全線で運行再開。
  - 9月1日- 運行再開にあわせて切符の販売を停止[13][14][15]。
- 2026年-  計画中のブルーラインを含めた4路線211キロメートルが全線開業予定[8]。

## 車両
ドーハメトロで使用される車両は近畿車輌が製造を手掛けており、全自動運転を行う3両編成となっている。座席定員は片方の先頭車が16人（ゴールドクラブ）+32人（ファミリー）、それ以外の2両は88人（スタンダード）である。当初導入予定であった75編成に加え、2018年10月4日には2022年のFIFAワールドカップに向けて35編成の追加発注が行われている。
デザインは近畿車輌デザイン室とドイツのトリコンデザインAG（TRICON Design AG）が共同で手掛けた、カタールの伝統的な建築や工芸品の衣装を取り入れた外見・内装となっており、アラビアの馬をモチーフにした流線型の前面や曲線を取り入れた側面扉など編成全体にダイナミックな印象をつけている。その評価は高く、2017年のiFデザイン賞およびレッド・ドット・デザイン賞を受賞した。
路面電車を除くとカタール国内で唯一の鉄道用営業車であり、1種類しか存在しないため、形式というものは存在しない。編成ごとに番号が振られており、車両は前からA号車・B号車の順で、一番後ろがC号車である。
A号車は、運転台寄りの半室が日本のグリーン車に相当するゴールドクラブ・残りの半室がファミリークラスとなっている。ゴールドクラブはほぼ全てがロングシートであるが、各座席が独立していて座席間に固定式と可動式の肘置きが交互に設けられているほか、運転台付近に2席のみクロスシートが存在する。ファミリークラスはセミクロスシートで運転台方向に向かって右側がクロスシート、左側がロングシートとなっている。一部に子供用座席が設けられているほか、車端部には折りたたみ式シートも設置されている。ファミリークラスのクロスシートには可動式の肘置きが設けられている。ゴールドクラブとファミリークラスの間は扉で仕切られているが鍵はなく、誰でも開けられるようになっている。
B号車・C号車は全てスタンダードクラスになっており、ほぼ全てがロングシートであるが、C号車の運転台付近に2席のみクロスシートが存在する。A号車とB号車の間には仕切りが設けられているが、こちらはゴールド・ファミリー間の仕切りと違って扉はなく、簡易的な赤色のロープが存在するのみである。B号車とC号車の間には仕切りは存在しない。
車内には携帯電話・スマートフォンの充電用USBポートのほか、荷物置き場（スタンダードクラスのみ）、車いすやベビーカー向けフリースペース、優先座席、車内Wi-Fi等、日本の鉄道車両と同様の設備が備わっている。トイレは存在しない。
統括制御に対応しており、多客時には3両編成を2本連結した6両編成で運転される。

## 運賃
乗車券は2種類あり、一回限りの切符形式のものと、トラベルカードというICカードにリチャージするタイプがあるが、新型コロナウイルス感染症拡大の状況を鑑み、切符の発行を一時停止している。かつて切符の運賃はICカードと同一であったが、環境負荷低減のため、現在は切符の方が高く設定されている。小児運賃の設定はなく、5歳以上は大人も子供も同一運賃となっている。4歳以下の乳幼児は無料である。
|                  | 運賃（カタール・リヤル） | 運賃（カタール・リヤル） | 運賃（カタール・リヤル） | 運賃（カタール・リヤル） |
|                  | ICカード                 | ICカード                 | 切符利用                 | 切符利用                 |
|                  | スタンダード ファミリー  | ゴールドクラブ           | スタンダード ファミリー  | ゴールドクラブ           |
| ---------------- | ------------------------ | ------------------------ | ------------------------ | ------------------------ |
| 1乗車 (90分以内) | 2                        | 10                       | 3                        | 15                       |
| 1日料金          | 6                        | 30                       | 9                        | 45                       |

ICカードは2種類存在し、ゴールドクラブ専用のICカードと、スタンダード/ファミリークラス専用のICカードがある。ゴールドクラブ専用のICカードのデポジットは100リヤル、スタンダード/ファミリークラス専用のICカードのデポジットは10リヤルである。スタンダード/ファミリークラス専用のICカードは、各駅にある自動券売機、または各スーパー（カルフール、アル・ミーラ、ルル、ジャンボ等）に所在する販売店で購入することができる。ゴールドクラブ専用のICカードは自動券売機では購入できず、駅窓口での購入となる。各ICカードは、自動改札機にタッチすると自動的に各座席クラス分の運賃が差し引かれる仕組みとなっているため、各座席クラスごとにそれぞれのICカードを購入する必要がある。
入場から出場までの時間は最大90分以内となっており、この時間を超えると新しい切符、またはICカードの場合は再度1乗車分の運賃が自動的に差し引かれる仕組みになっている。精算が必要な場合でも自動精算機は存在しないため、改札付近にいる駅係員に申し出る必要がある。ICカードには最大料金が設定されており、1日料金の金額に達すると手続き不要で自動的に1日券に切り替わる仕組みになっており、1日料金分を超えて請求されることはない。
スポーツ等のイベント開催時に割引が適用されることがあり、チケットを窓口で見せることで無料で乗車できる場合がある。2022年FIFAワールドカップの開催期間中は、全観戦者が所持を義務付けられる身分証明IDカードを駅員に提示すれば無料で乗車できた。
国営交通会社ムーワーサラート（Mowasalat)社のICカードとは共通化されておらず、相互利用もできない。

## 利用方法
切符もICカードと同様に自動改札機にタッチしての利用となる。ホームドアの各扉上部に表示された各座席クラスに従い乗降する。駅と車両内での飲食は一切厳禁である。駅構内・車内での喫煙も厳禁であるが、駅によっては駅外に喫煙所が設置されている。自転車は折りたたみ式のみ折りたたんだ状態での持ち込みが可能である。電動式のホバーボード・スクーター・キックボード、ならびに折りたためない自転車は持ち込み不可である。ペット同伴乗車は、盲導犬・介助犬・聴導犬等を除き、一切認められていない。8歳以下の子供は16歳以上の大人の付き添いが必要となる。
メトロ利用客は各駅から出ているメトロリンクとよばれるシャトルバスや、一部の駅ではデマンドバスであるメトロエクスプレスも無料で利用できる。メトロエクスプレスはアプリで予約が必要となる。また、サッカー等のイベント開催時にはメトロ利用客向けに、スタジアムまでの臨時無料シャトルバスが運行されることがある。このほか国営交通会社ムーワーサラート（Mowasalat)社のカルワ(Karwa)・タクシーでは、メトロ利用客向けサービスとして、アプリでプロモーションコード「RAIL」を適用することで割引運賃にてタクシーを利用できる。
駅構内・車内での写真・ビデオカメラを用いての撮影は、個人利用の用途に限ってカタール国のルールに従い許可されている。ただし、他の利用者が映らないような配慮をすべきとされている。テレビ等の商業目的での撮影は事前に許可が必要である。